# Bob Day (Leichtathlet)
Robert Winston „Bob“ Day (* 31. Oktober 1944 in Los Angeles; † 15. März 2012 in Irvine, Kalifornien) war ein amerikanischer Langstreckenläufer und Teilnehmer an den Olympischen Sommerspielen 1968.

## Werdegang
Nach der High School in San Marino, Kalifornien, bekam er ein Leichtathletikstipendium der UCLA und gehörte zum ersten Team von Jim Bush. 1965 lief er mit der Distance Medley Staffel der UCLA (Bob Frey, Dennis Breckow, Arnd Krüger, Bob Day) amerikanischen Hochschul-Rekord, schneller als der Weltrekord. 1965 wurde er amerikanischer Hochschulmeister über die Meile, 1966 amerikanischer Meister. Nach seiner College-Laufbahn startete er für die Southern California Striders. 1968 gewann er die amerikanischen Meisterschaften über 5000 m für die Mannschaft der US Army, wodurch er sich für die Olympischen Spiele qualifizierte, wo er jedoch im Vorlauf ausschied. Nach einer jahrelangen Flaute auf den Mittelstrecken, war Bob Day der erste der neuen Generation, der jedoch schnell von den Erfolgen von Jim Ryun abgelöst wurde.
Nach seinem Bachelor-Abschluss in Betriebswirtschaft und zwei Jahren bei der Armee arbeitete er in der Gesundheitsindustrie, ehe er zunächst ehrenamtlicher Trainerassistent, dann seit 2005 hauptamtlicher Leichtathletiktrainer der Beckman High School in Irvine wurde. 2008 gewann seine Mannschaft die Meisterschaft der Pacific Coast League. 2002 wurde er in die Hall of Fame der UCLA aufgenommen.
Day starb am 15. März 2012 in Irvine, Kalifornien im Alter von 67 Jahren.

## Persönliche Bestzeiten
- 880y – 1:50.3 (1964)
- 1500 m: 3:41,6 min (1967)
- 1 Meile: 3:56,4 min (1965)
- 2 Meilen: 8:35,4 (1965)
- 5000 m: 13:40,2 min (1968)